# Drizzlecombe

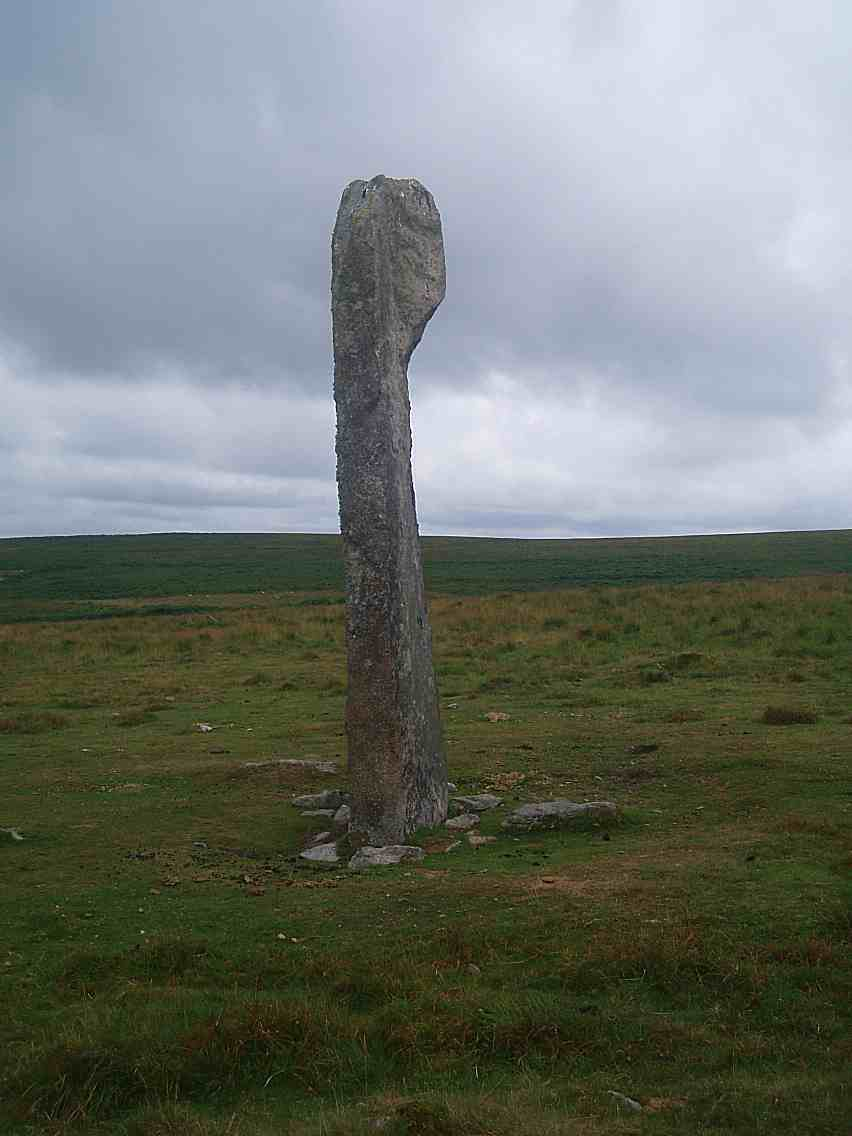
Der höchste Menhir

Der Komplex von Drizzlecombe (auch Drizzlecoombe oder Thrushelcombe) liegt im Dartmoor in Devon in England, auf der westlichen Seite des Moores etwa 6,5 km östlich des Dorfes Yelverton, nahe dem Oberlauf des River Plym, der bei Plymouth mündet.

## Monumente
Der Platz am Hang des Hartor-Hügels schließt eine Gruppe von kleinen Steinkreisen, Steinhügeln, langen Steinreihen, Menhiren (englisch Standing Stones), Steinkisten, Fundamente von Bienenkorbhütten und so genannte Dartmoor Pounds (runde von hohem Trockenmauerwerk eingefasste Areale, in denen sich Fundamente von Rundhütten befinden (siehe Grimspound)) ein. Die meisten der Monumente stammen aus der Bronze- und Eisenzeit und stehen in einem Gebiet, das äußerst reich an Megalithen ist.

## Steinreihen
Es gibt keine Ausrichtung der Steinreihen in Richtung der Trowlesworthy Tors, der höchsten Stelle des Geländes. Ein Stein nordwestlich des Menhirs am Südende der südlichsten Reihe, ist in Richtung des Hen Tor ausgerichtet. Die drei unterschiedlich langen, zueinander versetzt endenden Steinreihen, haben jede an ihrem Kopfende einen Cairn , der in einem Steinkreis liegt.

## Steinkreise
Der größte Steinkreis besteht aus 13 niedrigen Steinen und hat zehn Metern Durchmesser. Von ihm geht eine 90 m lange Steinreihe aus. Sie endet in der Nähe des „Giant’s Basin“, einem großen Cairn von 21,6 m Durchmesser und drei Metern Höhe mit einem benachbarten Menhir. Der 4,3 m hohe Menhir ist der höchste im Dartmoor. Eine zweite etwa parallel verlaufende Steinreihe, deren höchster Menhir 3,2 m misst, ist 150 m lang. Ihr aus zwölf teilweise verstürzten Steinen bestehender Kreis hat 8,8 m Durchmesser. Auch die dritte Steinreihe ist 150 m lang. Ihr einst höchster Stein mit 2,4 m Länge liegt am Boden. Der zugehörige Kreis aus neun Steinen hat etwa neun Meter Durchmesser. Die hohen Menhire markieren das Ende der Reihe. Sie stammen wahrscheinlich vom Hartor tor. Die Steine innerhalb der Reihen sind zumeist kleiner als 0,5 m.

## Andere Denkmäler
Es gibt in der Nähe den Pound „Whitten Knowles“ und einen zweiten großen Pound am Legis Tor, beide mit einem Hüttenkomplex und umliegenden Fundamenten, wo Scherben von verzierter Keramik gefunden wurden.
Im Nordwesten befinden sich drei Steinkisten. Eine davon ist sehr gut erhalten, ihr Deckstein steht etwa aufrecht.